# Junko Karashima
Junko Karashima (辛島純子 Karashima Junko?,  o simplemente Jun) es la solista de los videojuegos de Konami. Aunque haya participado en la serie de videojuegos QUIZ MAGIC ACADEMY, trabaja como solista y cantante en la oficina de videojuegos musicales Bemani. Su primera aparición fue en DDRMAX2 y trabaja con Naoki maeda bajo el nombre de TЁЯRA. También escribe canciones para BeForU. Al igual que NAOKI, jun abandonó Konami en el año 2013.

## Música principal
Nota: Están organizadas por "título (juegos / artista) - comentarios".
La siguiente lista muestra las canciones que fueron creadas por el mismo autor y también con los artistas que trabajó para su elaboración:

### Dance Dance Revolution
- Sweet Sweet ♡ Magic (DDR MAX2-Dance Dance Revolution 7thMIX-, pop'n music(ee'MALL 2nd avenue), beatmania IIDX 9thStyle)
- TRUE ♡ LOVE (DDR SuperNOVA, jubeat / jun feat. Schanita)
- SUNKiSS ♡ DROP 〜Alison side〜 (DDR SuperNOVA2 / jun with Alison) 
  - SUNKiSS ♡ DROP 〜jun side〜 (DDR SuperNOVA2 / jun with Alison)
- PARANOiA 〜HADES〜(DDR SuperNOVA2, beatmania IIDX 15 DJ TROOPERS / αTYPE-300)
- TRUE ♡ LOVE (Clubstar's True Club Mix) (DDR HOTTEST PARTY / jun feat. Schanita)
- SUPER SAMURAI (DDR HOTTEST PARTY, DDR X, Dance Evolution)
- Lesson2 by DJ (DDR フルフル♪パーティー / MC DDR) - Canción de tutorial exclusivo de Full Full Party.
- Closer to my Heart -jun remix- (DDR フルフル♪パーティー / NM feat. Heather Elmer (Remixed by jun))
- No Matter What (DDR フルフル♪パーティー / jun feat.Rita Boudreau)
- SILVER☆DREAM (DDR フルフル♪パーティー, DDR X3)
- THIS NIGHT (DDR MUSIC FIT, DDR X2 / jun feat. Sonnet)
- KIMONO ♡ PRINCESS DDR MUSIC FIT, DDR X2, Dance Evolution, pop'n music 20 fantasia, REFLEC BEAT limelight)
- dreaming can make a wish come true (DDR(PS3), DDR X3 / jun & NRG Factory feat. Anna Kaelin)
- CRAZY ♡ LOVE (DDR(PS3), DDR X3)
- UNBELIEVABLE (Sparky remix) (DDR II, DDR X3 vs 2ndMIX, BOOM BOOM DANCE / jun feat. Sarah-Jane)

### pop'n music
- Raspberry ♡ Heart (pop'n music 10) 
  - Raspberry ♡ Heart (English version) (beatmania IIDX 11 IIDX RED, DDR SuperNOVA2 / jun feat. PAULA TERRY)
  - Raspberry ♡ Heart (VOCAL Version)
- jewelry girl (versión casera de pop'n music 13 カーニバル)

### beatmania IIDX
- HAPPY☆ANGEL (12: HAPPY SKY, DDR SuperNOVA / jun with TAHIRIH)
- Why did you go away 〜GIRL'S SIGHT〜 (13: DistorteD, REFLEC BEAT / jun with TAHIRIH) 
  - Why did you go away 〜BOY'S REASON〜 (13: DistorteD / jun with TAHIRIH)
- CROSSROAD 〜Left Story〜 (14: IIDXGOLD / jun with TAHIRIH) 
  - CROSSROAD 〜Right Story〜 (14: IIDXGOLD / jun with TAHIRIH)
- REMINISCENCE//001 -rebirth- (15: DJ TROOPERS / jun with Alison) 
  - REMINISCENCE//002 -life- (15: DJ TROOPERS / jun with Alison)
  - REMINISCENCE//003 -destiny- (15: DJ TROOPERS / jun with Alison)
- Guilt & Love (14: IIDXGOLD CS / The Plastic Ambition (jun & DJ YOSHITAKA))

### jubeat
- TWINKLE ♡ HEART (jubeat copious)

### Otros trabajos
- All Thu The Night (BOOM BOOM DANCE / jun feat. Lisa Lisa)
- ACTIVATION (BOOM BOOM DANCE / jun feat. Kathy Sledge)
- TWINKLE ♡ HEART (jubeat copious APPEND, DDR X3)

### Trabajos fuera de Konami
- DAZZLING ♡ SEASON ～Original Side～ (CROSS×BEATS)
  - DAZZLING ♡ SEASON ～jun Side～ (CROSS×BEATS)
- EMERALD ♡ KISS ～Original Side～ (crossbeats REV.)
  - EMERALD ♡ KISS ～jun Side～ (crossbeats REV.)